# Piotr Petrovitch Verechtchaguine
Pour les articles homonymes, voir Verechtchaguine.
Piotr Petrovitch Verechtchaguine (en russe : Пётр Петрович Верещагин), né 14 janvier 1834 (calendrier grégorien, 26 janvier 1834) à Perm et mort le 16 janvier 1886 (calendrier grégorien, 28 janvier 1886) à Perm, est un peintre russe paysagiste reconnu comme le premier peintre dans l'histoire des paysages de l'Oural central. Il est le frère de Vassili Petrovitch Verechtchaguine.

## Biographie
Piotr Petrovitch Verechtchaguine est né le 14 janvier 1834 à Perm. Son père est l'artisan-peintre Piotr Prokopevitch Verechtchaguine. Adolescent, il étudie avec ses deux frères Vassili dans l'atelier de leur premier professeur, leur père Piotr Prokopevitch. En 1843, le père meurt et c'est le grand-père maternel Ivan Vassilevitch Babine qui poursuit leur apprentissage de la peinture et de l'iconographie. Sur le conseil d'Afanassi Orlov, ensemble avec son frère Vassili il poursuit ses études à l'Académie russe des beaux-arts, à Saint-Pétersbourg (1858—1865). Piotr choisit la section de peinture de paysages. Socrate Vorobiov est l'un de ses professeurs, spécialiste du paysage qui avait pratiqué longtemps son art en Italie. Il exerce une forte influence sur le jeune Piotr.

## Œuvres
En 1860, il participe à sa première exposition, dans les murs mêmes de l'académie des beaux-arts. Il expose deux tableaux, dont l'un est une vue académique de l'exposition de sculpture de la même année, et l'autre une vue intérieure de l'église des îles de Valaam, sur le lac Ladoga. En 1861, pour son étude « Sur la Volga » le jeune peintre reçoit une "petite" médaille d'argent et en 1862 il reçoit la "grande" médaille d'argent pour son tableau « À Bakou ». Pour l'exposition académique de 1863, il expose ses paysages de Moscou « Moscou. La tour Spasskaïa » et « Petit marché à Moscou » ; puis en 1864 douze vues de Tallin : des endroits remarquables, des édifices, des environs de la ville, peint durant l'été de la même année. En 1865, Piotr Verechtchaguine termine l'académie avec le titre d'artiste de troisième degré pour son tableau « Vue à Nijni Novgorod». Après son passage par l'académie, il enseigna et se consacra à la peinture de paysages. Il obtint son titre d'artiste de premier degré.

## Tableaux

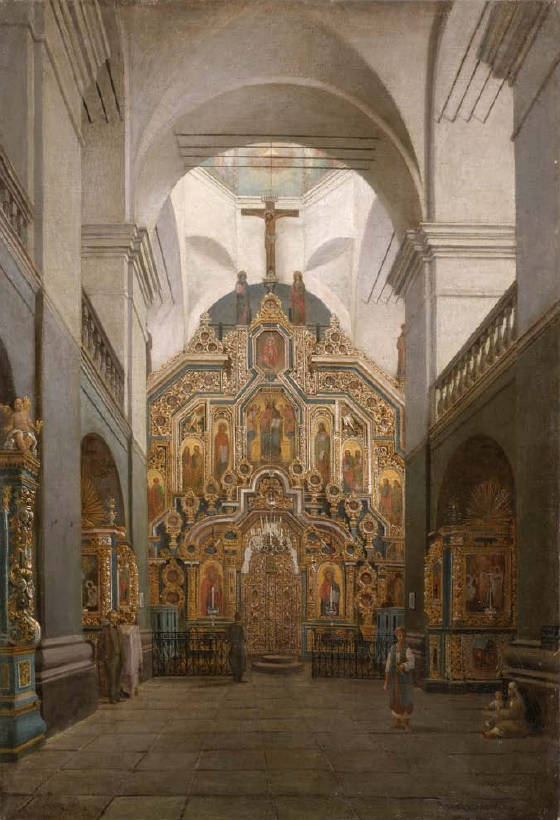
Intérieur du Monastère Méjigirski.
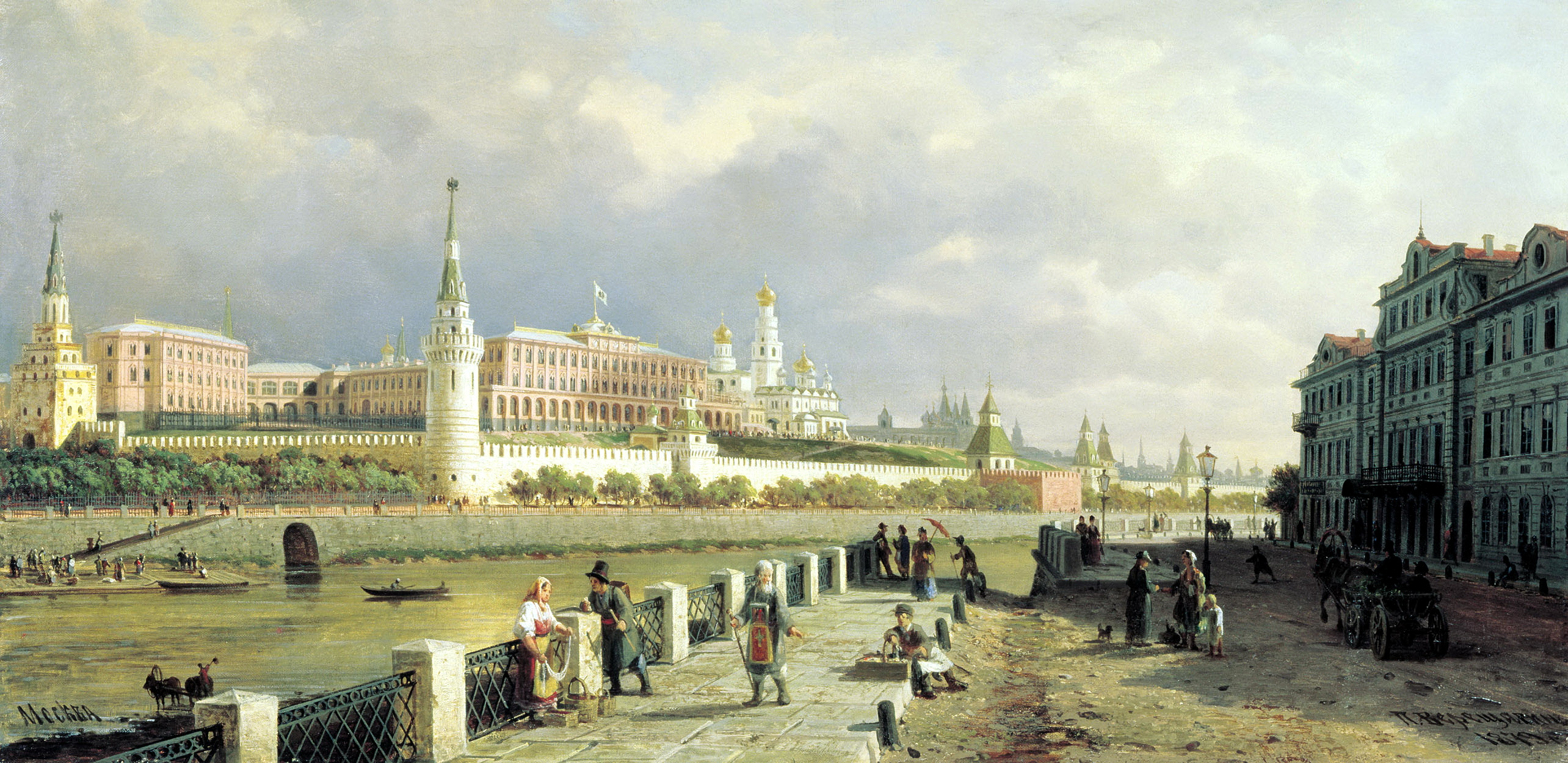
Vue du Kremlin de Moscou, 1879
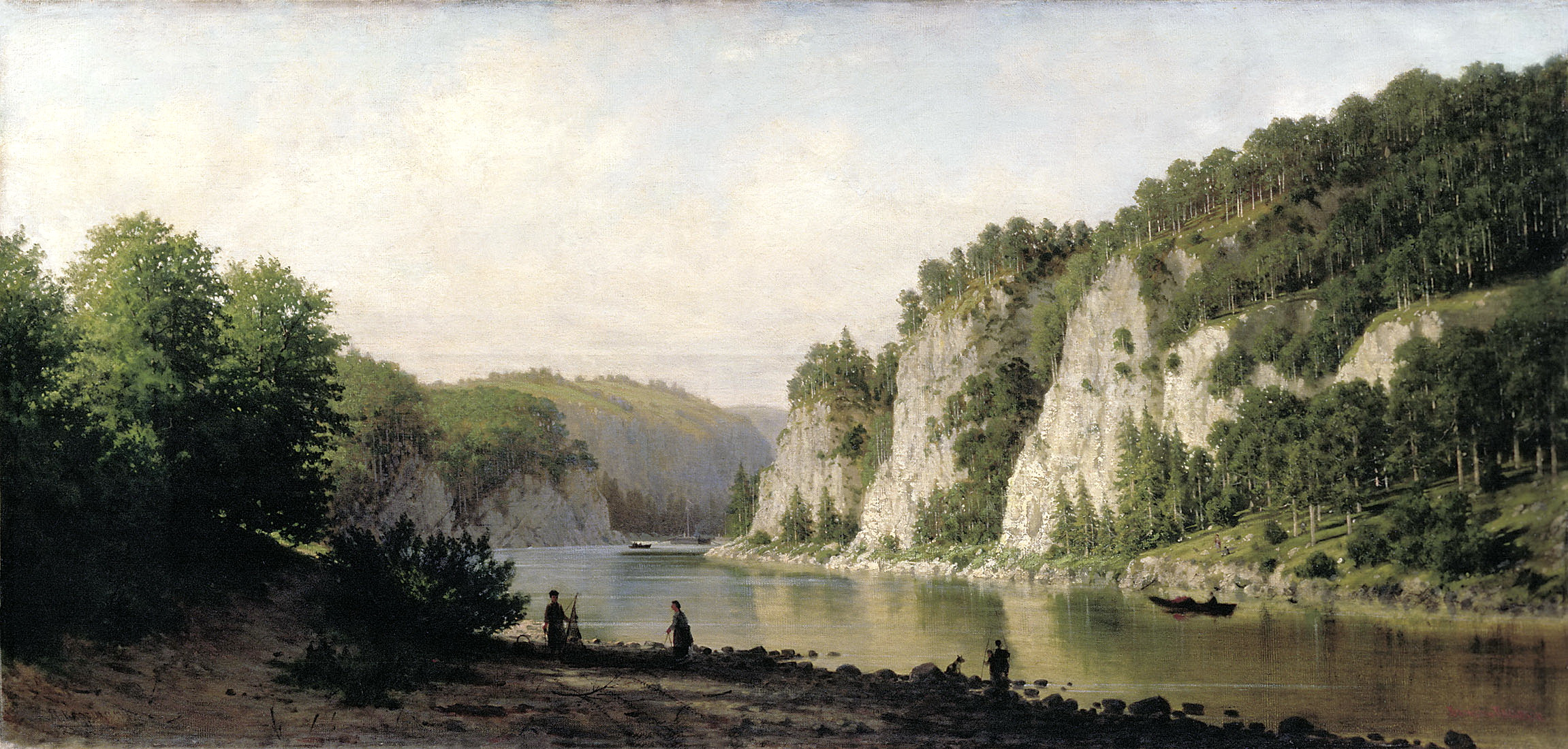
Pierre écrite sur la rivière  Tchoussovaïa
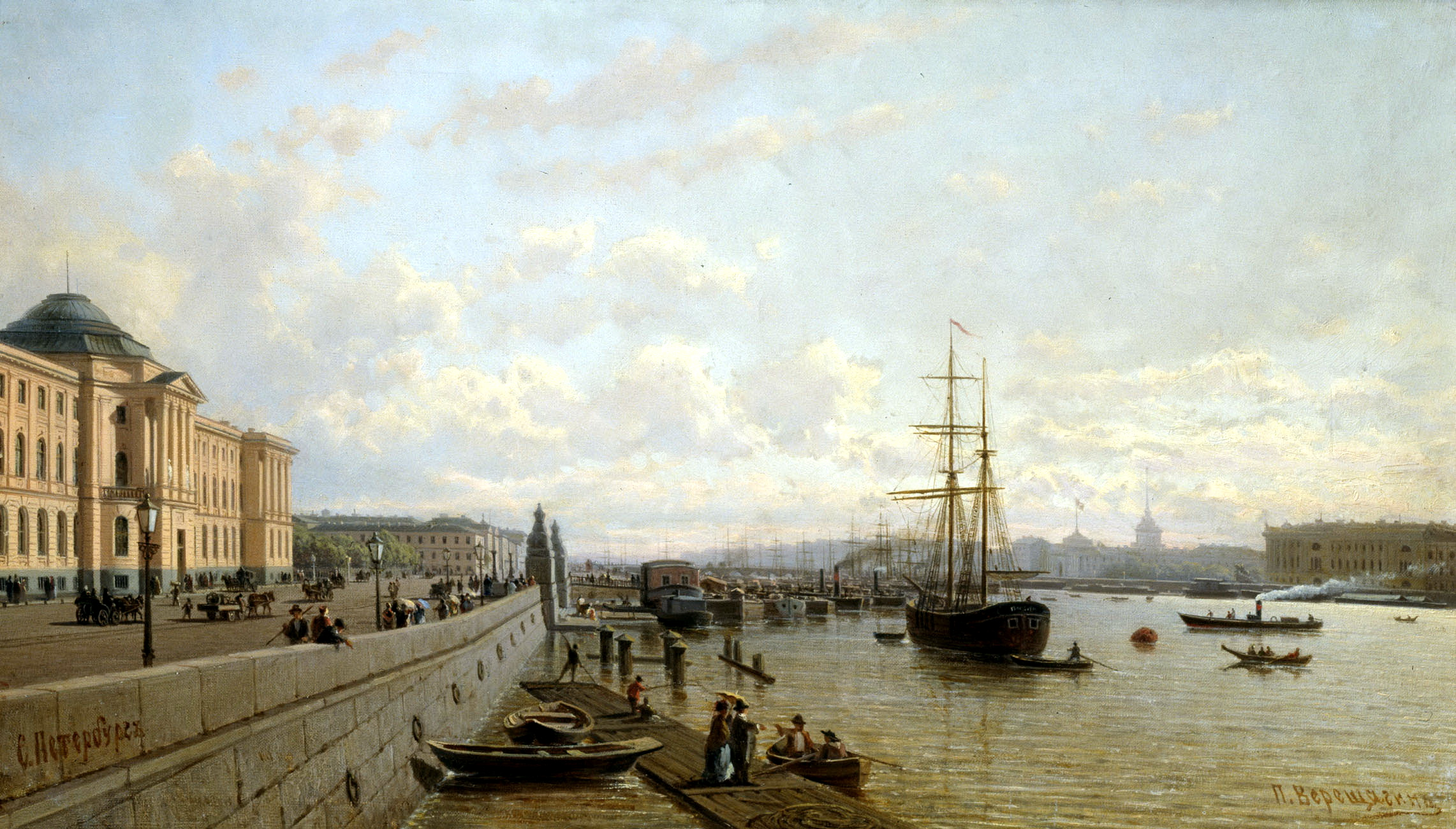
Quai de la Neva
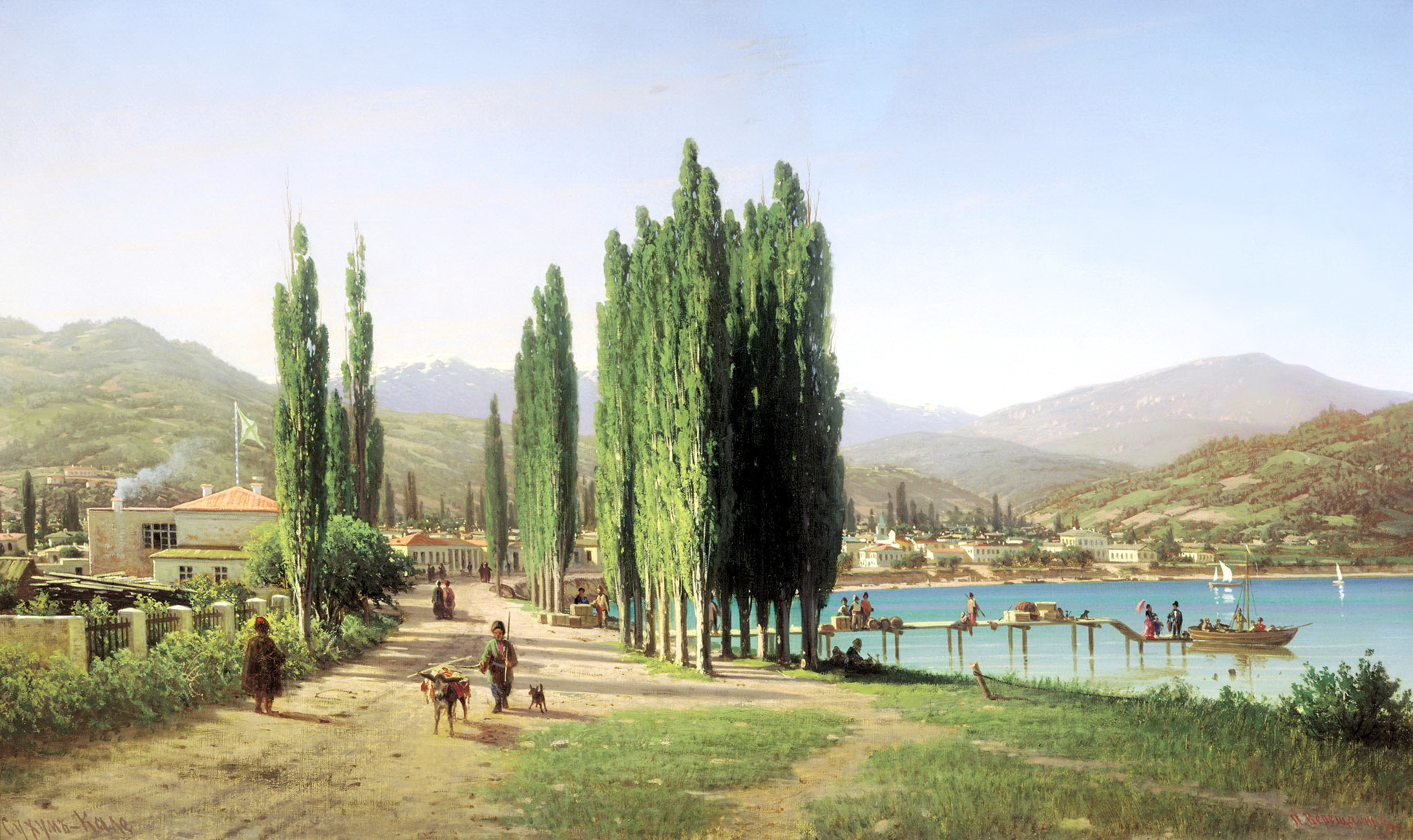
Soukhoum-Kale
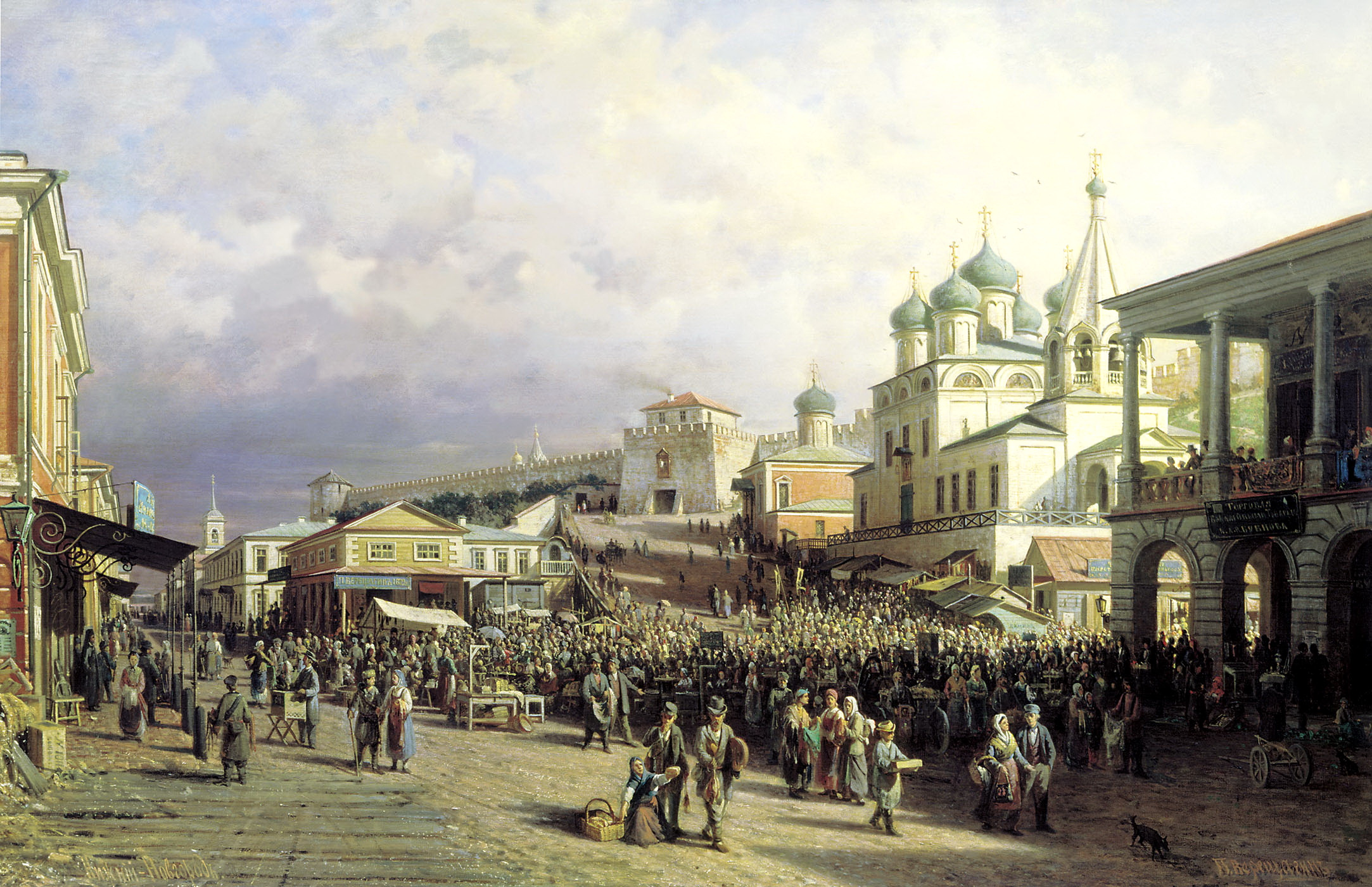
Marché à Nijni Novgorod
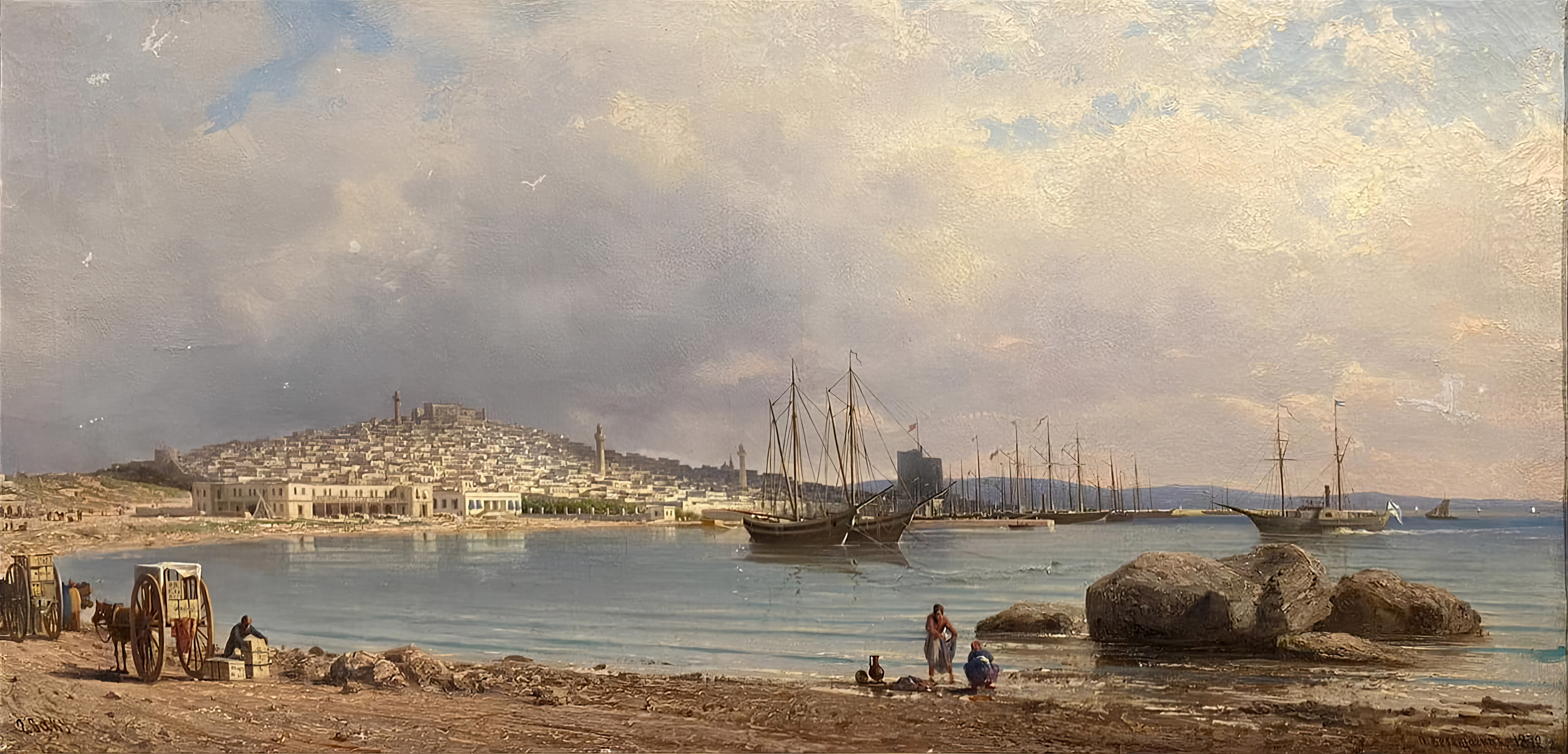
« Vue de Bakou depuis la mer ». 1872. Musée national d'Azerbaïdjan, Bakou